# Уосач
Уосач (на английски: Wasatch Range) е планински хребет в западната част на Скалистите планини, разположен на територията на щатите Юта (83%), Айдахо (14%) и Уайоминг (3%) в САЩ. Дължината му от север на юг е 396 km, ширината – до 118 km, а площта – 20 993 km². На северозапад, север и североизток хребета Уосач е ограничен от долината на река Беър, на изток се свързва с планината Юинта, а на запад със стръмни склонове се спуска към котловината на Голямото Солено езеро и езерото Юта. Най-високата му точка е връх Маунт Небо 3636 m, издигаща се в южната му част. Други по-високи върхове са: (от север на юг) – Уилард, Огдън, Баунтифул, Олимпъс, Лоун Пийк, Тимпаноготс, Прово и Луфър. Изграден е предимно от шисти и конгломерати. Разделен е на 3 обособени масива от 2 напречни речни долини. От югоизточните му склонове водят началото си реките Сан Рафаел, Мади Крийк и др. от басейна на Колорадо. Склоновете му са обрасли борови и хвойнови гори.

## Историческа справка
Още от ранното заселване на Юта, по-голямата част от популацията е съсредоточена по западните склонове на планините, където текат множество реки. Планините са важен източник на вода, дървен материал и гранит за ранните заселници. Тази функция на планините е важна и днес. В западното му подножие е разположен град Солт Лейк Сити.
Посетени са за първи път от бели мъже през 1776 г. През 1820-те години пристигат златотърсачи и търговци от Санта Фе и Таос, последвани от британски и американски трапери. През 1847 г. пристигат и първите мормонски заселници.
През 1860-те години в планините са открити залежи на сребро, олово и цинк, което провокира развитието на няколко миньорски селища като Алта и Парк Сити. Днес в планините е развит туризма.